# Ми купили зоопарк
«Ми купили зоопарк» (англ. We Bought a Zoo) — американська кінокомедія режисера Камерона Кроу, що вийшла 2011 року. У головних ролях Метт Деймон і Скарлетт Йоганссон.
Стрічка знята на основі однойменного роману Бенджаміна Мі. Сценаристом були Камерон Кроу і Алін Брош Маккена, продюсерами — Камерон Кроу, Джулі Йорн, Рік Йорн та інші. Вперше фільм продемонстрували 26 листопада 2011 року у США. В Україні у кінопрокаті прем'єра фільму відбулась 23 лютого 2012.

## Сюжет
Бенджамін Мі пішов з роботи і на всі гроші купив занедбаний зоопарк з двома сотнями екзотичних тварин. І почалося у сімейства Мі зовсім інше життя.

## У ролях
| Актор                | Персонаж                                | Роль                                                  |
| -------------------- | --------------------------------------- | ----------------------------------------------------- |
| Метт Деймон          | Бенджамін Мі англ. Benjamin Mee         | власник зоопарку                                      |
| Скарлетт Йоганссон   | Келлі Фостер англ. Kelly Foster         | любовний інтерес Бенджаміна                           |
| Томас Гейден Черч    | Дункан Мі англ. Duncan Mee              | старший брат Бенджаміна                               |
| Колін Форд           | Ділан Мі англ. Dylan Mee                | син Бенджаміна                                        |
| Меггі Елізабет Джонс | Роузі Мі англ. Rosie Mee                | донька Бенджаміна                                     |
| Ель Феннінг          | Лілі Міска англ. Lily Miska             | працівниця ресторану зоопарку, двоюрідна сестра Келлі |
| Патрік Фьюджит       | Робін Джонс англ. Robin Jones           | працівник зоопарку                                    |
| Ангус Макфадьєн      | Пітер МакКріді англ. Peter MacCreedy    | працівник зоопарку                                    |
| Пітер Ріґерт         | Дельберт Макгінті англ. Delbert McGinty | колишній бос Бенджаміна                               |

## Сприйняття

### Критика
Фільм отримав здебільшого позитивні відгуки: Rotten Tomatoes дав оцінку 66 % на основі 153 відгуків від критиків (середня оцінка 6.3/10) і 91 % від глядачів із середньою оцінкою 3,8/5 (130,577 голосів). Загалом на сайті фільм має позитивний рейтинг, фільму зарахований «стиглий помідор» від кінокритиків і «попкорн» від глядачів, Internet Movie Database — 7,1/10 (93 417 голосів), Metacritic — 58/100 (40 відгуків критиків) і 7,0/10 від глядачів (132 голосів). Загалом на цьому ресурсі і від критиків, і від глядачів, фільм отримав позитивні відгуки.

### Касові збори
Під час показу в Україні, що розпочався 23 лютого 2012 року, протягом першого тижня фільм був продемонстрований у 46 кінотеатрах і зібрав 101,230 $, що на той час дозволило йому зайняти 3 місце серед усіх прем'єр. Показ стрічки протривав 4 тижні і завершився 18 березня 2012 року. За цей час стрічка зібрала 217,970 $. Із цим показником стрічка зайняла 76 місце у кінопрокаті за касовими зборами в Україні 2012 року.
Під час показу у США протягом першого тижня фільм був продемонстрований у 3117 кінотеатрах і зібрав 9,818,920 $, що на той час дозволило йому зайняти 6 місце серед усіх прем'єр. Показ фільму протривав 147 днів (21 тиждень) і завершився 17 травня 2012 року. За цей час фільм зібрав у прокаті у США 75,624,550  доларів США, а у решті світу 44,457,291 $ (за іншими даними 43,300,000 $), тобто загалом 120,081,841 $ (за іншими даними 118,924,550 $) при бюджеті 50 млн $.

### Нагороди і номінації[13]
| Рік  | Нагорода                            | Категорія                                 | Номінант                         | Результат |
| ---- | ----------------------------------- | ----------------------------------------- | -------------------------------- | --------- |
| 2011 | Satellite Award                     | Найкраща пісня                            | Йоун Тоур Біргіссон Камерон Кроу | Номінація |
| 2011 | Phoenix Film Critics Society Awards | Найкращий ігровий сімейний фільм          | стрічка                          | Номінація |
| 2012 | Young Artist Awards                 | Найкраща молода актриса віком до 10 років | Меггі Елізабет Джонс             | Номінація |
| 2012 | Young Artist Awards                 | Найкращий молодий актор другого плану     | Колін Форд                       | Номінація |
| 2012 | Teen Choice Awards                  | Найкраща драматична актриса               | Скарлетт Йоганссон               | Номінація |
| 2012 | Teen Choice Awards                  | Найкращий драматичний актор               | Метт Деймон                      | Номінація |
| 2012 | Teen Choice Awards                  | Найкращий драматичний фільм               | стрічка                          | Номінація |
| 2012 | BMI Film & TV Awards                | Найкращий музичний супровід               | Йоун Тоур Біргіссон              | Перемога  |

### Виноски
1. 1 2  We Bought a Zoo: Release Info (англ.). Internet Movie Database. Архів оригіналу за 19 квітня 2015. Процитовано 18 жовтня 2014.
2. 1 2  Ми купили зоопарк. Kino-teatr.ua. Архів оригіналу за 24 жовтня 2014. Процитовано 18 жовтня 2014.
3. 1 2  Kim Masters (11 листопада 2011). Cameron Crowe Returns With 'We Bought a Zoo'. Back Stage. Архів оригіналу за 24 жовтня 2014. Процитовано 18 жовтня 2014. (англ.)
4. 1 2 3 4  We Bought a Zoo (англ.). Box Office Mojo. Архів оригіналу за 19 травня 2019. Процитовано 18 жовтня 2014.
5. 1 2 3 4  We Bought a Zoo (англ.). The Numbers. Архів оригіналу за 25 жовтня 2014. Процитовано 18 жовтня 2014.
6. ↑  We Bought a Zoo (англ.). AllMovie. Архів оригіналу за 28 січня 2014. Процитовано 18 жовтня 2014.
7. ↑  We Bought a Zoo: Full Cast & Crew (англ.). Internet Movie Database. Архів оригіналу за 4 лютого 2015. Процитовано 18 жовтня 2014.
8. ↑  We Bought a Zoo (англ.). Rotten Tomatoes. Архів оригіналу за 30 червня 2012. Процитовано 18 жовтня 2014.
9. ↑  We Bought a Zoo (англ.). Internet Movie Database. Архів оригіналу за 28 жовтня 2014. Процитовано 18 жовтня 2014.
10. ↑  We Bought a Zoo (англ.). Metacritic. Архів оригіналу за 14 січня 2015. Процитовано 18 жовтня 2014.
11. ↑  We Bought a Zoo — Ukraine Weekend Box Office (англ.). Box Office Mojo. Архів оригіналу за 22 жовтня 2014. Процитовано 18 жовтня 2014.
12. ↑  Ukraine Yearly Box Office. 2012 (англ.). Box Office Mojo. Архів оригіналу за 12 липня 2013. Процитовано 18 жовтня 2014.
13. ↑  We Bought a Zoo: Awards (англ.). Internet Movie Database. Архів оригіналу за 3 вересня 2014. Процитовано 18 жовтня 2014.